# Forstern (Bawaria)
Forstern – miejscowość i gmina w Niemczech, w kraju związkowym Bawaria, w rejencji Górna Bawaria, w regionie Monachium, w powiecie Erding. Leży około 15 km na południowy wschód od Erdinga.

## Demografia
| Rok  | Liczba mieszk. |
| ---- | -------------- |
| 1970 | 1 591          |
| 1987 | 2 063          |
| 2000 | 2 652          |
| 2006 | 3 096          |
| 2007 | 3 168          |

Dane o ludności z 31 grudnia 2008:
| Opis                                | Ogółem | Ogółem | Kobiety | Kobiety | Mężczyźni | Mężczyźni |
| ----------------------------------- | ------ | ------ | ------- | ------- | --------- | --------- |
| Jednostka                           | osób   | %      | osób    | %       | osób      | %         |
| Populacja                           | 3242   | 100    | 1596    | 49,23   | 1646      | 50,77     |
| Wiek przedprodukcyjny (0–17 lat)    | 773    | 23,84  | 362     | 11,17   | 411       | 12,68     |
| Wiek produkcyjny (18–65 lat)        | 2036   | 62,8   | 1005    | 31      | 1031      | 31,8      |
| Wiek poprodukcyjny (powyżej 65 lat) | 433    | 13,36  | 229     | 7,06    | 204       | 6,29      |

## Polityka
Wójtem gminy jest Georg Els z AWG, rada gminy składa się z 16 osób.
|      | CSU | SPD/PFBB | AWG | Razem |
| 2008 | 5   | 3        | 8   | 16    |
| 2002 | 5   | 3        | 6   | 14    |

## Oświata
W gminie znajdują się trzy przedszkola (125 miejsc) oraz szkoła podstawowa połączona z częścią Hauptschule (18 nauczycieli, 292 uczniów).